# Brown Book
| Recensione | Giudizio |
| ---------- | -------- |
| AllMusic   | [ 1 ]    |

Brown Book è il quinto album in studio del gruppo musicale britannico Death in June, pubblicato il 30 giugno 1987.
La vendita del disco è vietata in Germania in quanto contiene parti dell'Horst-Wessel-Lied, inno ufficiale delle camicie brune, e la legge tedesca vieta l'uso di simboli di organizzazioni incostituzionali.

## Tracce
Testi e musiche di Pearce, eccetto ove indicato.
Lato 1
1. Heilige Tod - 1:00
2. Touch Defiles - 2:23
3. Hail! The White Grain - 4:13
4. Runes and Men - 3:00
5. To Drown a Rose - 4:25
6. Red Dog - Black Dog - 3:00

Lato 2
1. In the Fog of the World - 2:31
2. We Are the Lust - 4:50 (Pearce, Balance)
3. Punishment Initiation - 3:27
4. Brown Book - 4:28
5. Burn Again - 2:03

## Formazione
- Douglas Pearce

### Altri musicisti
- Rose McDowall
- Gary Carey
- David Tibet
- John Balance
- Paul Hampshire
- Ian Read
- Iain O'Higgins